# Негели, Леопольд
Леопольд Негели (нем. Leopold Nägeli; 5 мая 1804, Пфаффнау — 24 марта 1874, Люцерн) — швейцарский священник и музыкант.
Родился в семье плотника в цистерцианском аббатстве Святого Урбана в Пфаффнау. Учился в школе при аббатстве, в 1823 году поступил в аббатство послушником, в 1828 году был рукоположён в священники. В 1829—1848 гг. капельмейстер аббатства, одновременно в 1841—1847 гг. преподавал музыкальные дисциплины в школе аббатства, где среди его учеников был Матис Люсси. После закрытия аббатства перебрался в качестве органиста в Заксельн, а затем с 1850 года и до конца жизни был органистом церкви Святого Леодегарда в Люцерне, с 1862 года руководил также хором церкви. Продолжал педагогическую работу, входил в состав кантональной комиссии по музыкальному образованию. Под надзором Негели в церкви Святого Леодегарда был установлен новый орган.